# Dreienberg
Der Dreienberg ist ein 525 m ü. NN hoher und zugleich der nördlichste Berg des im „Dreiländereck“ Bayern-Hessen-Thüringen gelegenen Mittelgebirges Rhön. Er gehört zum nördlichen und westlichen Teil der Rhön, die aufgrund ihrer typischen Landschaft als Kuppenrhön bezeichnet wird, und befindet sich in der Gemarkung Friedewald im hessischen Landkreis Hersfeld-Rotenburg. 
Der Name dieses Tafelberges stammt von den drei Erhebungen auf seinem Plateau, dies ist der Hauptgipfel im Norden (525 m ü. NN), die Linsenkuppe im Süden (515 m) und die Friedewalder Kuppe (511 m) im Westen. 

## Geographische Lage
Der Dreienberg liegt innerhalb des Biosphärenreservats Rhön südsüdöstlich des Kernorts der Gemeinde Friedewald. Im Uhrzeigersinn um den Berg folgen die Ortsteile Lautenhausen, Hillartshausen und Motzfeld.
Der Berg befindet sich an der Stelle, wo sich Fulda und Werra vor ihrem Zusammenfluss am nächsten kommen. Der Dreienberg und der südlich gelegene Landecker Berg bilden die Wasserscheide zwischen beiden Flüssen. Die Wasserläufe die am Berg entspringen, fließen von seiner Ostseite in die Werra und von seiner Westseite in die Fulda. So bildet der Stärkelsbach (Werra-Zufluss) und der Kothebach (über die Solz, abfließend in die Fulda) den Übergang zum Fulda-Werra-Bergland, das hier mit dem Seulingswald beginnt. 
Am Osthang der Linsenkuppe und damit im Südostteil des Dreienbergs befindet sich das Kulturdenkmal Burgruine Dreienburg.

## Geologie
Der Dreienberg ist ein Tafelberg aus Kalksteinen des Unteren Muschelkalks, die während der Mittleren Trias in einem flachen Meer, das ganz Mitteleuropa bedeckte, abgelagert wurden. Die Muschelkalk-Serie liegt auf den Sand- und Tonsteinen des Buntsandsteins (Untere Trias), die in der Umgebung und am Fuß des Dreienberges anstehen, nicht aber am Aufbau des Berges selbst beteiligt sind. Die Muschelkalk-Schichten besitzen eine Gesamtmächtigkeit von etwa 70 Metern. Auf dem Plateau ist in einem schmalen Streifen, der sich vom Hauptgipfel bis zur Linsenkuppe zieht, Oberer Wellenkalk erhalten geblieben. An den Bergflanken streicht Unterer Wellenkalk aus. 
Im Miozän oder Pliozän wurde die Erdkruste der gesamten Rhönregion infolge vulkanischer Aktivität aufgewölbt. Am Nordhang der Friedewalder Kuppe des Dreienbergs ist vulkanisches Gestein (Basalt) in Form eines alten Schlotes erhalten. 
Sowohl Kalksteine als auch Basalt wurden in der Vergangenheit hier abgebaut. Die aufgelassenen Steinbrüche bieten heute einen Einblick in den geologischen Aufbau des Bergs. Am Hof Weißenborn, unmittelbar westlich des Berges, wird noch heute der sogenannte Friedewalder Sandstein des Mittleren Buntsandsteins abgebaut.

## NaturschutzgebietDreienberg bei Friedewald
Das Naturschutzgebiet „Dreienberg bei Friedewald“ ist 345,31 Hektar groß. Es umfasst den Buchenwald am Dreienberg und umgebende Wiesen. 
Die 245 Hektar große Kernzone des Naturschutzgebiets, die der natürlichen Entwicklung überlassen wird, umfasst nur das Gelände des Berges und wird von einer 98 ha großen Pflegezone umfasst. Es ist die nördlichste Kernzone im Biosphärenreservat Rhön. Der Schutzstatus dient der Erhaltung der Perlgras-Buchenwälder und Seggen-Hangbuchenwälder sowie der angrenzenden Äcker und Grünlandflächen. Besonders benannt sind die Davallseggenriede und Enzian-Fiederzwenkenrasen.
Seit 2008 ist die Fläche auch als FFH-Gebiet Dreienberg bei Friedewald ausgewiesen (mit 351,1 ha geringfügig größer). Bei der Untersuchung des Gebiets wurden neben den weitaus überwiegenden Buchenwaldgesellschaften auch Niedermoore, Flachland-Mähwiesen, Felsbereiche und Halbtrockenrasen verzeichnet. Besonders genannte Arten sind die Bechsteinfledermaus, das große Mausohr, Zauneidechse und zahlreiche Vogelarten, beispielsweise Rohrweihe, Schwarzspecht oder Zwergschnäpper. Es gibt verschiedene Orchideen wie Mücken-Händelwurz und Großes Zweiblatt, aber auch Magerrasenarten wie Silberdistel, Wundklee oder Tauben-Skabiose.